# Steinkiste von Bögebacka
Die Steinkiste von Bögebacka liegt östlich von Hunnebostrand in Bohuslän in Schweden und stammt aus der späten Jungsteinzeit um 1700 v. Chr. 
Die megalithische Steinkiste hat eine engstehende Randsteinkette aus zwölf Felsblöcken, von denen einer umgefallen ist. Sie liegt decksteinlos in den Resten eines Hügels von etwa 10,0 × 7,0 m. Die Kammer hat eine lichte Weite von etwa 4,0 × 1,5 m. Einige große Orthostaten sind in situ erhalten. 
In der Nähe befindet sich ein eisenzeitliches Gräberfeld.